# اويير سانخورخو
اويير سانخورخو (بالإسبانية: Oier Sanjurjo)‏ (25 مايو 1986 بإستيا في إسبانيا - ) هو لاعب كرة قدم إسباني في مركز الدفاع. لعب مع أوساسونا وسلتا فيغو وأوساسونا ب.

## وصلات خارجية
- اويير سانخورخو على موقع قاعدة بيانات كرة القدم.إي يو (الإنجليزية)
- اويير سانخورخو على موقع Soccerbase.com (لاعب) (الإنجليزية)
- اويير سانخورخو على موقع Soccerway.com (الإنجليزية)
- اويير سانخورخو على موقع AS.com (الإسبانية)